# Złocieniec (gmina)
Złocieniec – gmina miejsko-wiejska w Polsce położona w województwie zachodniopomorskim, w środkowej części powiatu drawskiego. Siedzibą gminy jest miasto Złocieniec.
W związku z likwidacją gminy Ostrowice 1 stycznia 2019 obręby ewidencyjne Chlebowo, Cieminko, Gronowo, Nowe Worowo, Płocie, Siecino, Smołdzięcino, Szczycienko i Śmidzięcino o łącznej powierzchni 8500,04 ha znalazły się w granicach gminy Złocieniec.
Według danych z 31 grudnia 2016 r. gmina miała 15 400 mieszkańców.

## Położenie
Gmina leży na Pojezierzu Drawskim i Równinie Wałeckiej.
Według danych z 1 stycznia 2010 powierzchnia gminy wynosiła 194,92 km². 36% powierzchni gminy zajmują lasy, a 16% jeziora. Gmina stanowi 15,86% powierzchni powiatu.
Najwyższe wzniesienia: Sarnki.
Sąsiednie gminy:
- Czaplinek, Drawsko Pomorskie, Kalisz Pomorski i Wierzchowo (powiat drawski)
- Połczyn-Zdrój (powiat świdwiński)

Do 31 grudnia 1998 r. wchodziła w skład województwa koszalińskiego.

## Demografia
Według danych z 31 grudnia 2016 r. gmina miała 15 399 mieszkańców, co stanowiło 26,6% ludności powiatu. Gęstość zaludnienia wynosi 79,0 osoby na km² – gmina o największej gęstości zaludnienia w powiecie.

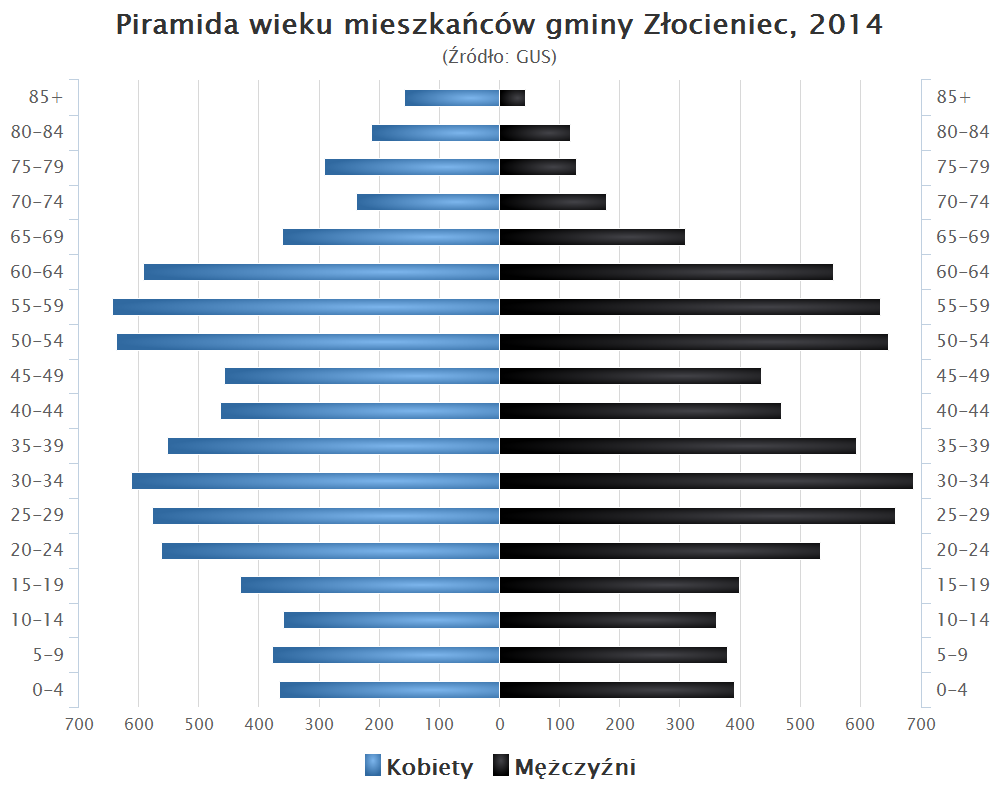
Piramida wieku mieszkańców gminy Złocieniec w 2014 roku

Dane z 31 grudnia 2016:
| Opis           | Ogółem | Ogółem | Kobiety | Kobiety | Mężczyźni | Mężczyźni |
| -------------- | ------ | ------ | ------- | ------- | --------- | --------- |
| Jednostka      | osób   | %      | osób    | %       | osób      | %         |
| Populacja      | 15 399 | 100    | 7982    | 51,83   | 7417      | 48,17     |
| Miasto         | 13 142 | 85,34  | 6815    | 44,26   | 6327      | 41,09     |
| Obszar wiejski | 2257   | 14,66  | 1167    | 7,58    | 1090      | 7,08      |

## Zabytki
Wybrane zabytki chronione prawem
- ruiny zamku, kościół pw. Wniebowzięcia Najświętszej Marii Panny w Złocieńcu
- parki w Starym Worowie, Warniłęgu, Wąsoszu

## Przyroda
Północna część gminy położona jest w granicach Drawskiego Parku Krajobrazowego. W granicach gminy znajdują się 2 rezerwaty przyrody: Jezioro Czarnówek (lobeliowe) i Torfowisko nad Jeziorem Morzysław Mały Mały oraz 5 dużych jezior: Krosino, Lubie, Siecino, Wąsosze i Wilczkowo. Na uwagę zasługują także jeziora lobeliowe, poza ww. jeziorem Czarnówek są to jeziora Kapka i Leśniówek. Z jeziora Drawsko przez jezioro Krosino, Złocieniec, Drawsko Pomorskie i jez. Lubie przepływa rzeka Drawa. W okolicach wsi Dalewo wypływa z niej rzeka Kokna, obie są dostępne dla kajaków. Tereny leśne zajmują 37% powierzchni gminy, a użytki rolne 37%.

## Kultura
Cykliczne imprezy kulturalne:
- Święto Drawy
- Dni Złocieńca
- 16 południk – Festiwal piosenki turystycznej
- Jarmark Kultury Mieszkańców Pojezierza Drawskiego
- Ogólnopolskie Regaty o Puchar Ziemi Złocienieckiej.

## Infrastruktura i transport

### Transport drogowy
Przez gminę Złocieniec prowadzi droga krajowa nr 20 ze Stargardu do Gdyni, łącząca miasto z Drawskiem Pomorskim (13 km) i Czaplinkiem (17 km).

### Transport kolejowy
Złocieniec uzyskał połączenie kolejowe w 1877 r. po wybudowaniu odcinka łączącego Runowo Pomorskie przez Drawsko Pomorskie z Czaplinkiem. Rok później czynna była już cała linia do Chojnic. W 1900 r. otwarto linię z Kalisza Pomorskiego przedłużoną trzy lata później do Połczyna-Zdroju. W 1991 r. linię do Połczyna-Zdroju zamknięto, a w 1995 r. rozebrano. Rok później zamknięto także linię do Kalisza Pomorskiego. Obecnie w gminie czynne są jedna stacja kolejowa Złocieniec oraz dwa przystanki osobowe: Bobrowo Pomorskie i Rzęśnica.

### Poczta
W gminie czynne są dwa urzędy pocztowe: Złocieniec 1 (nr 78-520) i Złocieniec 3 (nr 78-524).

## Administracja i samorząd
W 2016 r. wykonane wydatki budżetu gminy Złocieniec wynosiły 51,8 mln zł, a dochody budżetu 55,7 mln zł. Zobowiązania samorządu (dług publiczny) według stanu na koniec 2016 r. wynosiły 18,6 mln zł, co stanowiło 33,4% poziomu dochodów.
Gmina jest obszarem właściwości Sądu Rejonowego w Drawsku Pomorskim. Sprawy z zakresu ubezpieczeń społecznych oraz sprawy gospodarcze są rozpatrywane przez Sąd Rejonowy w Koszalinie. Gmina jest obszarem właściwości Sądu Okręgowego w Koszalinie. Gmina (właśc. powiat drawski) jest obszarem właściwości miejscowej Samorządowego Kolegium Odwoławczego w Koszalinie.
Mieszkańcy gminy Złocieniec wybierają 5 radnych do Rady Powiatu Drawskiego, a radnych do Sejmiku Województwa Zachodniopomorskiego w okręgu nr 3. Posłów na Sejm wybierają z okręgu wyborczego nr 40, senatora z okręgu nr 99, a posłów do Parlamentu Europejskiego z okręgu nr 13.
W gminie Złocieniec funkcjonują następujące sołectwa:
SołectwaBobrowo, Cieszyno, Darskowo, Gronowo, Kosobudy, Lubieszewo, Nowe Worowo, Płocie, Rzęśnica, Siecino, Smołdzęcino, Stare Worowo, Stawno, Szczycienko i Warniłęg

## Miejscowości
MiastoZłocieniec
WsieBobrowo, Cieszyno, Darskowo, Gronowo, Kosobudy, Lubieszewo, Nowe Worowo, Płocie, Rzęśnica, Siecino, Smołdzęcino, Stare Worowo, Stawno, Szczycienko, Śmidzięcino, Warniłęg
OsadyBłędno, Dobrosław, Drzeńsko, Jadwiżyn, Jarosław, Kosobudki, Małobór, Skąpe, Sułoszyn, Śródlesie, Uraz, Wąsosz, Zatonie
KoloniaMęcidół
Część koloniiSzymalów

## Miasta partnerskie
Na podstawie:
- Bad Segeberg (Niemcy, od 1995)
- Koserow (Niemcy od 2001)
- Pyrzyce (Polska, zachodniopomorskie, od 1999)
- Drawsko Pomorskie (Polska, zachodniopomorskie, od 2002)